# Сев'єр (округ, Арканзас)
Шаблон:StateAbbr_ 34°00′ пн. ш. 94°15′ зх. д. / 34° пн. ш. 94.25° зх. д.
Округ Сев'єр (англ. Sevier County) — округ (графство) у штаті Арканзас, США. Ідентифікатор округу 05133.

## Історія
Округ утворений 1828 року.

## Демографія
За даними перепису 
2000 року 
загальне населення округу становило 15757 осіб, зокрема міського населення було 5827, а сільського — 9930.
Серед мешканців округу чоловіків було 7842, а жінок — 7915. В окрузі було 5708 домогосподарств, 4226 родин, які мешкали в 6434 будинках.
Середній розмір родини становив 3,19.
Віковий розподіл населення поданий у таблиці:
| Стать    | До 15 років | 15-21 | 22-29 | 30-39 | 40-49 | 50-65 | 65-85 | Понад 85 |
| -------- | ----------- | ----- | ----- | ----- | ----- | ----- | ----- | -------- |
| Чоловіки | 1863        | 907   | 879   | 1146  | 1006  | 1180  | 786   | 75       |
| Жінки    | 1823        | 764   | 854   | 1076  | 974   | 1208  | 1007  | 209      |

## Суміжні округи
- Полк — північ
- Говард — схід
- Гемпстед — південний схід
- Літтл-Рівер — південь
- Маккертен, Оклахома — захід

## Виноски
1. ↑  U.S. Decennial Census. United States Census Bureau. Процитовано 27 серпня 2015.
2. ↑  Historical Census Browser. University of Virginia Library. Архів оригіналу за 11 серпня 2012. Процитовано 27 серпня 2015.
3. ↑  Forstall, Richard L., ред. (27 березня 1995). Population of Counties by Decennial Census: 1900 to 1990. United States Census Bureau. Процитовано 27 серпня 2015.
4. ↑  Census 2000 PHC-T-4. Ranking Tables for Counties: 1990 and 2000 (PDF). United States Census Bureau. 2 квітня 2001. Процитовано 27 серпня 2015.
5. ↑  State & County QuickFacts. United States Census Bureau. Архів оригіналу за 7 червня 2011. Процитовано 19 травня 2014. [Архівовано 2011-06-07 у Wayback Machine.](англ.) Наведено за англійською вікіпедією.
6. ↑  American FactFinder. Бюро перепису населення США. Архів оригіналу за 26 лютого 2012. Процитовано 31 січня 2008. [Архівовано 2008-05-21 у Wayback Machine.]

| США | Це незавершена стаття з географії США. Ви можете допомогти проєкту, виправивши або дописавши її. |